# Avida (Film)
Avida ist ein französischer Spielfilm der Regisseure Benoît Delépine und Gustave Kervern aus dem Jahr 2006. Die in Schwarzweiß gedrehte Filmkomödie wird von Kritikern aufgrund der unkonventionellen Geschichte und bizarr anmutenden Figuren in die Nähe des Surrealismus gerückt. Der Film kommt mit wenigen Dialogen aus und würde nach Dafürhalten einiger Kritiker auch als Stummfilm funktionieren.

## Handlung
Ein Taubstummer und zwei Ketaminabhängige, die in einem Familienzoo angestellt sind, versuchen den Plan in die Tat umzusetzen, den Hund einer Milliardärin zu entführen. Doch ihre Geisel überlebt die Entführung nicht und wird aus Versehen von einem Löwen gefressen. An das Lösegeld wollen sie dennoch und so lassen sich die drei Entführer auf den letzten Wunsch der stark übergewichtigen Milliardärin ein, ihr bei der Besteigung eines hohen Berges zu helfen.

## Hintergrund
Die Dreharbeiten zum Film fanden in der Zeit vom 25. Juli bis 20. August 2005 statt. Als Drehort diente hauptsächlich der Zoo in der französischen Stadt Maubeuge. Avida wurde am 21. Mai 2006 bei den Internationalen Filmfestspielen von Cannes 2006 außer Konkurrenz erstmals präsentiert.
Der Film ist eine Hommage an den surrealistischen Künstler Salvador Dalí. So ist der Filmtitel Avida eine Anspielung auf Avida Dollars, das Anagramm zu Salvador Dalí, das so viel bedeutet wie nach Dollars gierig zu sein. Dieses Anagram wurde durch den Surrealisten-Theoretiker André Breton geprägt, der damit die Abkehr des Surrealist Salvador Dalí hin zum Modemaler der Vereinigten Staaten dokumentiert. Zum Ende des Films hält eine Hand eine Uhr vor die Kamera, sodass diese das Gesicht der Milliardärin verdeckt. Jene Szene ist als einzige in Farbe und verläuft in ein Bild, das nicht von ungefähr an Salvador Dali erinnert.

## Kritik
Nana A.T. Rebhan schrieb auf arte.tv unter der Überschrift Eine metaphysikalische Komödie, die „Landschaft, nach der sich die Billionärin sehnt, ist geradezu malerisch fotografiert. Im Zoo gibt es Großaufnahmen von Tieren, die aufmerksam in die Kamera sehen, Elefantenhaut in Makroaufnahmen, oder eine Raupe, die ein großes Chipsstück auf ihrem Rücken trägt. […] Sicher ist der Film nicht für jeden Zuschauer zu empfehlen. Wenn man aber in der Stimmung ist, sich auf eine schräge Entdeckungstour zu begeben, in der der schwarze Humor essentiell ist, dann ist dieser Film auf jeden Fall zu empfehlen.“